# Franz Josef Hirt
Franz Josef Hirt   (Lucerna, 7 de febrer de 1899 - Berna, 20 de maig de 1985) fou pianista clàssic suís.
Nascut a Lucerna, des de 1930, Hirt va dirigir una classe d'educació concertística al "Musikschule Konservatorium" de Berna. Pel seu compromís amb la música francesa contemporània, el govern francès el va honrar el 1927 amb l'"Ordre des Palmes acadèmiques", i el 1948 amb el títol de "Cavaller de la Legió d'Honor" i el 1957 amb el títol d'"Oficial de la Legió d'Honor". Dos anys abans fundà un trio amb el violoncel·lista Richard Sturzenegger i el violinista Hansheinz Schneeberger. Va ser nomenat professor a l'"Ecole Normale de Musique" de París per Alfred Cortot.
Franz Josef Hirt va morir a Berna als 86 anys.